# Naruto the Last, le film
Pour plus de détails, voir Fiche technique et Distribution.
Naruto the Last, le film (The Last: Naruto the Movie) est le dixième film japonais basé sur le manga Naruto et le septième film tiré de l'anime Naruto Shippûden, sorti le 6 décembre 2014 au Japon. Il a été réalisé par Tsuneo Kobayashi au sein du studio Pierrot et Masashi Kishimoto, auteur du manga, a été chargé du scénario et du design des personnages.
Le film fait partie du Naruto's New Era Opening Project (ＮＡＲＵＴＯ‐ナルト‐新時代開幕プロジェクト, Naruto: Shinjidai Kaimaku Purojekuto) célébrant le 15e anniversaire du manga. Ayant été scénarisé par l’auteur du manga, l’histoire du film est canon ; elle développe des événements qui ont lieu entre la fin du manga (chapitre 699) et l’épilogue qui a lieu une quinzaine d’années après (chapitre 700), dont l’histoire d’amour naissante entre Hinata et Naruto et leur mariage.

## Fiche technique
- Titre original : The Last: Naruto the Movie
- Titre alternatif : ザ・ラスト ナルト・ザ・ムービー
- Réalisation : Tsuneo Kobayashi
- Scénario : Masashi Kishimoto
- Direction artistique : Masashi Kishimoto
- Musique : Yasuharu Takanashi, -yaiba-
- Sociétés de production : Aniplex, Bandai Co., Ltd., Dentsu Inc., Shueisha, Studio Pierrot, Tōhō, TV Tokyo
- Société de distribution : Tōhō
- Pays d'origine :  Japon
- Langue originale : japonais
- Format : couleur - 1,85:1
- Genre : action, fantastique, comédie
- Durée : 1h54
- Dates de sortie :
  -  Japon : 6 décembre 2014[1]
  -  France : 13 mai 2015[4] (sortie nationale en VF et VOSTFR) ; 2 décembre 2015 (en DVD / Blu-ray VF / VOSTFr)
  -  Belgique : 13 mai 2015 (sortie nationale)[réf. nécessaire].

## Doublage
- Carole Baillien : Naruto Uzumaki, Boruto Uzumaki
- Maia Baran : Sakura Haruno
- Elisabeth Guinand : Hinata Hyûga
- Maxime Donnay : Sai
- Jean-Michel Vovk : Kakashi Hatake
- Thierry Janssen : Chôji Akimichi
- Tony Beck : Gaara du Désert, Raïkage
- Xavier Percy : Kiba Inuzuka
- Alexandra Correa : Ino Yamanaka, Hanabi Hyûga
- Jean-Pierre Denuit : Rock Lee, Shikamaru Nara
- Laurence César : Tsunade
- Christophe Hespel : Sasuke Uchiwa
- Michelangelo Marchese : Toneri Ôtsutsuki
- Martin Spinhayer : Hiashi Hyûga
- David Manet : Pain
- Stéphane Flamand : Konohamaru
- Claire Tefnin : Shizune
- Alexis Flamant : Iruka Umino
- Frédéric Méaux : Killer Bee, Hamura Ôtsutsuki
- Philippe Résimont : Kyûbi
- Marcha Van Boven : Kurenaï
- Emmanuel Liénart : Ônoki
- Julie Basecqz : Mizukage